# Ibrahim Galimdżan
Ibrahim Galimdżan (ur. 12 marca 1887 w Sułtanmuratowo, zm. 21 stycznia 1938) – tatarski pisarz, uczony i działacz społeczny autor realistycznych opowiadań obyczajowych. W 1912 roku napisał pierwszą tatarską powieść psychologiczną pt. Jasz jerekler [‘młode serca’] został stracony podczas Wielkiej Czystki.